# Sitvia
Sitvia is een geslacht van vlinders van de familie spinneruilen (Erebidae), uit de onderfamilie Lymantriinae.

## Soorten
- S. denudata Walker, 1865
- S. karoli Semper, 1899
- S. marginata Aurivillius, 1894